# محمود الذوادي
محمود الذوادي أستاذ علم الاجتماع في جامعة تونس، صاحب نظرية الرموز الثقافية ودورها في اطالة عمر الجنس البشري.
خريج الجامعات الكندية يكتب ويتكلم بثلاثة لغات العربية والفرنسية والإنجليزية له العديد من البحوث بهذه اللغات من بين كتبه "التخلف الآخر:عولمة أزمات الهويات الثقافية في الوطن العربي والعالم الثالث" وكتاب آخر "أضواء جديدة على محددات العقل العمراني الخلدوني" وكذلك " الثقافة بين تأصيل الرؤية الإسلامية واغتراب منظور العلوم الاجتماعية"-بيروت 2006 و"المقدمة في علم الاجتماع الثقافي برؤية عربية إسلامية" بيروت 2010. كما ساهم في العديد من الدوريات العلمية بمقالات عديدة ولكنها تدور كلها حول ما يمكن أن يسمى "أسلمة علم الاجتماع " وخاصة عام الاجتماع الثقافي وذلك خاصة منذ أواسط تسعينات القرن الماضي.و الملفت للانتباه ان أعمال الدكتور لم تلق تجاوبا كبيرا لا في تونس بلده ولا في الوطن العربي والعالم الإسلامي رغم تدريسه في الجزائر والسعودية وماليزيا وسلطنة عمان. في المقابل ظهرت أخيرا دراسة نقدية مطولة حول أعماله نشرها باحث يسمى بيرم ناجي وهي تحمل عنوان "الإسلام وعلوم الاجتماع :محاولة في الدفاع عن العلم ضد "المنظور الثقافي الإسلامي" عند الدكتور محمود الذوادي وهي منشورة على الأنترنيت في موقع "الحوار المتمدن" ومتوفرة على غوغل ويمكن تنزيلها بشكل حر.